# Исперих (град)
Исперих (буг. Исперих, тур. Kemallar) град је у Републици Бугарској, у северном делу земље, седиште истоимене општине Исперих у оквиру Разградске области.

## Географија
Положај: Исперих се налази у северном делу Бугарске. Од престонице Софије град је удаљен 370 km североисточно, а од обласног средишта, Разграда град је удаљен 40 km североисточно.
Рељеф: Област Испериха се налази у области побрђа јужне Добруџе, које се назива Лудогорјем, на приближно 240 метара надморске висине. Град је смештен на валовитом подручју.
Клима: Клима у Испериху је континентална.
Воде: Исперих се налази у поддучју са више мањих водотока.

## Историја
Област Испериха је првобитно било насељено Трачанима, а после њих овом облашћу владају стари Рим и Византија. Јужни Словени ово подручеје насељавају у 7. веку. Од краја 7. века до 1373. године област је била у саставу средњовековне Бугарске.
Крајем 14. века област Испериха је пала под власт Османлија, који владају облашћу 5 векова.
1878. године град је постао део савремене бугарске државе. Насеље постаје убрзо средиште окупљања за села у околини, са више јавних установа и трговиштем.

## Становништво
По проценама из 2007. године Исперих је имао око 10.000 становника. Већина градског становништва су Турци, док су мањина етнички Бугари. Остатак су махом Роми. Последњих деценија град губи становништво због удаљености од главних токова развоја у земљи.
Претежан вероисповест месног становништва је ислам, а мањинска православље.